# Coppa del Generalissimo 1946
La Copa del Generalísimo 1946 fu la 42ª edizione della Coppa di Spagna. Il torneo iniziò il 7 aprile e si concluse il 9 giugno 1946. La finale si disputò allo Stadio Montjuic di Barcellona dove il Real Madrid vinse la sua ottava coppa di Spagna.

## Squadre partecipanti

### Primera División

#### 14 squadre
| - Alcoyano - Athletic Bilbao - Atlético Madrid - Barcellona - Castellón | - Celta Vigo - Espanyol - Hércules - Real Madrid - Real Murcia | - Real Oviedo - Siviglia - Sporting Gijón - Valencia |

### Segunda División

#### 14 squadre
| - Real Betis - Ceuta - Córdoba - Deportivo La Coruña - Granada | - Gimnàstic - Maiorca - Racing Ferrol - Racing Santander - Real Saragozza | - Real Sociedad - Sabadell - Salamanca UDS - Xerez FC |

## Primo turno
|                     | Risultato |                  | Andata | Ritorno | Spareggio |  |
| ------------------- | --------- | ---------------- | ------ | ------- | --------- |  |
| Deportivo La Coruña | 3 - 7     | Espanyol         | 1 - 2  | 2 - 5   |           |  |
| Real Madrid         | 7 - 2     | Racing Ferrol    | 4 - 1  | 3 - 1   |           |  |
| Sporting Gijón      | 8 - 3     | Racing Santander | 8 - 1  | 0 - 2   |           |  |
| Sabadell            | 3 - 6     | Athletic Bilbao  | 2 - 4  | 1 - 2   |           |  |
| Real Sociedad       | 5 - 7     | Atlético Madrid  | 3 - 3  | 2 - 4   |           |  |
| Valencia            | 8 - 1     | Real Betis       | 5 - 0  | 3 - 1   |           |  |
| Real Saragozza      | 2 - 4     | Real Murcia      | 2 - 1  | 0 - 3   |           |  |
| Xerez FC            | 2 - 7     | Celta Vigo       | 2 - 1  | 0 - 6   |           |  |
| Hércules            | 3 - 5     | Gimnàstic        | 1 - 1  | 2 - 4   |           |  |
| Maiorca             | 1 - 3     | Real Oviedo      | 1 - 1  | 0 - 2   |           |  |
| Córdoba             | 4 - 4     | Castellón        | 3 - 1  | 1 - 3   | 2 - 1     |  |
| Salamanca UDS       | 3 - 8     | Alcoyano         | 2 - 3  | 1 - 5   |           |  |

## Ottavi di finale
|                 | Risultato |                 | Andata | Ritorno | Spareggio |  |
| --------------- | --------- | --------------- | ------ | ------- | --------- |  |
| Celta Vigo      | 0 - 9     | Valencia        | 0 - 2  | 0 - 7   |           |  |
| Siviglia        | 8 - 1     | Barcellona      | 8 - 0  | 0 - 1   |           |  |
| Espanyol        | 3 - 3     | Real Oviedo     | 2 - 0  | 1 - 3   | 1 - 2     |  |
| Sporting Gijón  | 4 - 11    | Atlético Madrid | 3 - 4  | 1 - 7   |           |  |
| Gimnàstic       | 1 - 2     | Granada         | 1 - 0  | 0 - 2   |           |  |
| Real Madrid     | 6 - 1     | Ceuta           | 6 - 0  | 0 - 1   |           |  |
| Athletic Bilbao | 3 - 5     | Alcoyano        | 3 - 3  | 0 - 2   |           |  |
| Córdoba         | 2 - 2     | Real Murcia     | 1 - 0  | 1 - 2   | 2 - 0     |  |

## Quarti di finale
|                 | Risultato |             | Andata | Ritorno |  |
| --------------- | --------- | ----------- | ------ | ------- |  |
| Atlético Madrid | 4 - 6     | Siviglia    | 1 - 0  | 3 - 6   |  |
| Real Oviedo     | 3 - 1     | Córdoba     | 1 - 0  | 2 - 1   |  |
| Alcoyano        | 2 - 4     | Real Madrid | 2 - 2  | 0 - 2   |  |
| Valencia        | 4 - 2     | Granada     | 4 - 1  | 0 - 1   |  |

## Semifinali
|             | Risultato |             | Andata | Ritorno |  |
| ----------- | --------- | ----------- | ------ | ------- |  |
| Real Oviedo | 1 - 4     | Real Madrid | 0 - 1  | 1 - 3   |  |
| Valencia    | 7 - 1     | Siviglia    | 7 - 0  | 0 - 1   |  |

## Finale
| Arbitro: | José Martínez Íñiguez |

|                            |           |               |
| Barinaga 2’ Pruden 40’ 52’ | Marcatori | 81’ Gorostiza |